# Ludwik Jakub Małachowski
Ludwik Jakub Małachowski herbu Nałęcz (ur. 1 czerwca 1785 w Lesznie, zm. 31 stycznia 1856 w Warszawie) – polski hrabia, właściciel Białaczowa w powiecie opoczyńskim w Królestwie Polskim, senator-kasztelan Królestwa Polskiego 1831, Kawaler Honorowy Maltański.

## Życiorys
Był synem Antoniego Małachowskiego i Katarzyny Działyńskiej, bratem Onufrego i Józefa. Członkiem czynnym loży wolnomularskiej Świątynia Izis w 1811/1812 roku.
Jako senator podpisał 25 stycznia 1831 roku akt detronizacji Mikołaja I Romanowa.
Hrabia galicyjski od 6 czerwca 1800, potwierdzony w Królestwie Kongresowym w 1820, a w Imperium Rosyjskim w 1844.